# Louk Hulsman

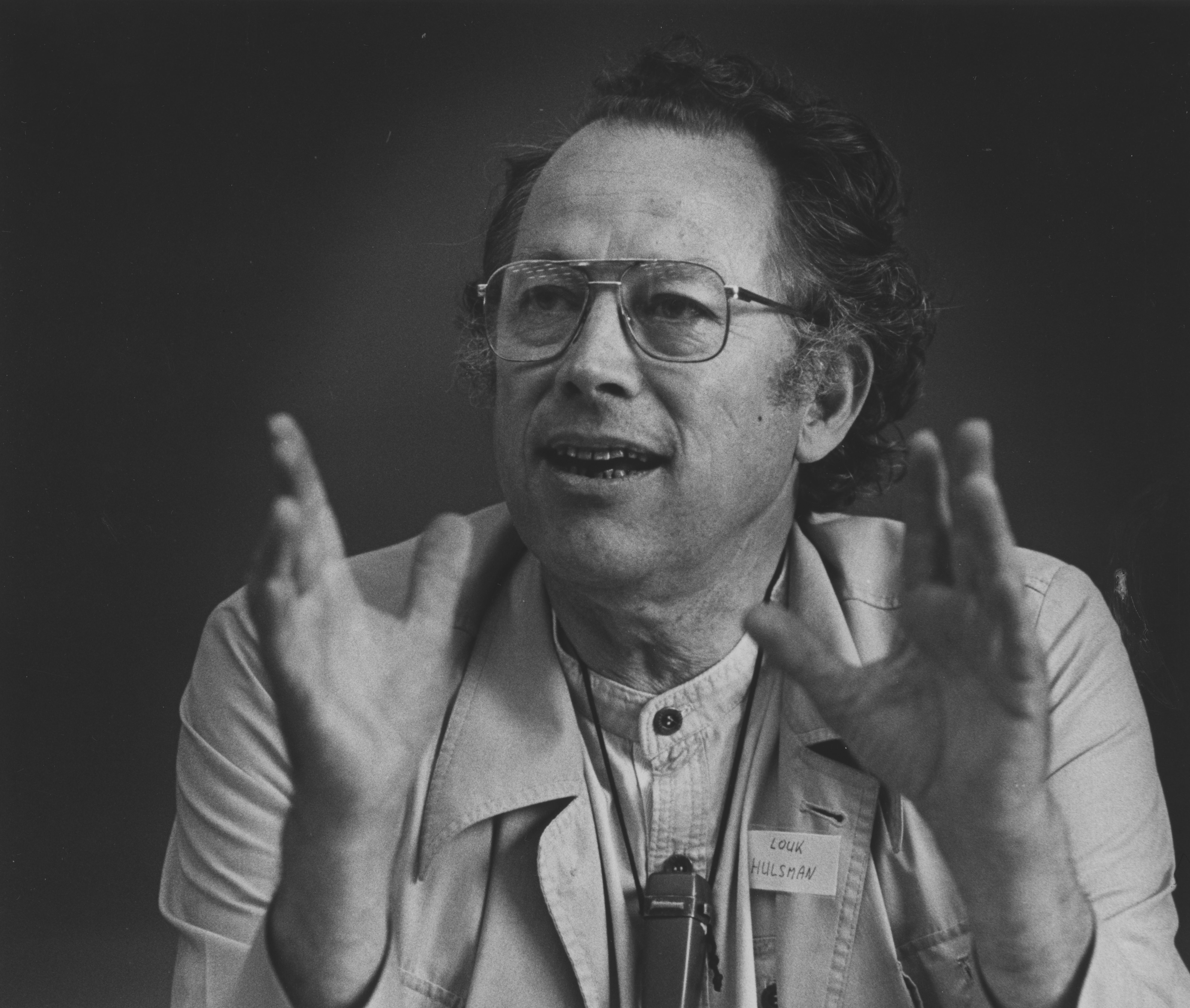
L. Hulsman, 1982

Louk Hulsman (vollständig Lodewijk Henri Christian Hulsman; * 8. März 1923 in Kerkrade; † 28. Januar 2009 in Dordrecht) war ein niederländischer Rechtswissenschaftler und Kriminologe.

## Leben
Nach dem Abitur schloss sich Hulsman einer Widerstandsgruppe an. 1944 wurde er wegen falscher Papiere verhaftet und in das Durchgangslager Amersfoort eingeliefert, beim Transport nach Deutschland gelang ihm die Flucht. Er kehrte in die Niederlande zurück, wurde Soldat und kämpfte in den letzten Wochen des Zweiten Weltkrieges mit den Alliierten gegen Deutschland.
1945–1948 studierte Hulsman Jura an der Universität Leiden. Nach dem Examen arbeitete er erst im niederländischen Kriegsministerium, dann im Justizministerium. Seit 1963 war er Professor für Strafrecht und Kriminologie an der Wirtschaftshochschule in Rotterdam, Teil der späteren Universität Rotterdam (emeritiert 1986). Er gehört zu den Hauptautoren des einflussreichen Berichts des Europarates über Möglichkeiten der Entkriminalisierung (Council of Europe, Report on Decriminalisation, Strasbourg 1980). Zuletzt lehrte er an der Academia Vitae, einer Privathochschule in Deventer.
Louk Hulsman zählt zusammen mit Herman Bianchi, Nils Christie und Thomas Mathiesen zu den bedeutendsten Vertretern des Abolitionismus.

## Werke (Auswahl)
- Loul Hulsman/Jacqueline Bernat de Celis (2023): Pain in Vain - Challenging the Penal System (übers. von Justin Piché/Jehanne Hulsman). In: Justin Piché (Hrsg.) Pain in Vain. Penal abolition and the legacy of Louk Hulsman. Ottawa.
- Louk H.C. Hulsman/Jacqueline Bernat de Celis (1982): Peines Perdues. Le système pénale en question. Paris.
- Louk H.C. Hulsman (1983): Abolire il sistema penale?, in: Dei delitti e delle pene 1, 71–89.
- Louk H.C. Hulsman (1986): Critical Criminology and the Concept of Crime, in: Contemporary Crises, 10 (3–4), 63–80.
- Louk H.C. Hulsman (1991): The Abolitionist Case: Alternative Crime Policies, in: Israel Law Review 25 (2–4), 681–709.